# Christian Tschirner
Christian Tschirner (* 1969 in Lutherstadt Wittenberg) ist ein deutscher Theaterregisseur, der unter dem Pseudonym Soeren Voima auch Theaterstücke mitverfasst.

## Leben
Christian Tschirner wurde 1969 in der Lutherstadt Wittenberg geboren. Er wuchs in Karl-Marx-Stadt, heute Chemnitz, auf. Nach einer Lehre als Tierpfleger am Zoo Leipzig absolvierte er 1991 bis 1995 ein Schauspielstudium an der Hochschule für Schauspielkunst „Ernst Busch“ Berlin.
Er arbeitete als Schauspieler vor allem am Frankfurter Schauspielhaus und am TAT Frankfurt. Er inszenierte seit 1999 u. a. am Theater am Turm (TAT) Frankfurt, am Neuen Theater Halle, am Stuttgarter Schauspielhaus, am Bochumer Schauspielhaus, am Nationaltheater Mannheim, am Staatstheater Braunschweig und am Schauspiel Hannover. Von 2009 bis 2013 arbeitete er als Dramaturg am Schauspiel Hannover, wo er unter anderem die Veranstaltungsreihe Weltausstellung Prinzenstraße ins Leben rief. Von 2013 bis 2019 arbeitete er als Dramaturg am  Deutschen Schauspielhaus Hamburg. Seit 2019 arbeitet er als Dramaturg an der Schaubühne am Lehniner Platz in Berlin. Zusammen mit den Regisseuren Tom Kühnel und Robert Schuster gründete er das Autorenkollektiv Soeren Voima. Unter dem Pseudonym Soeren Voima schrieb er seit etwa 2001 auch eigene Stücke und Bearbeitungen.
Tschirner ist gemeinsam mit Lynn T. Musiol Teil des Kollektivs les dramaturx.

## Theaterstücke
- Herr Ritter von der traurigen Gestalt
- Eos
- 80 Tage, 80 Nächte
- Das Gestell
- Ursprung der Welt
- Der abenteuerliche Simplizissimus
- Sternstunden der Menschheit